# Ozola blitearia
Ozola blitearia là một loài bướm đêm trong họ Geometridae.